# Cycas laotica
Cycas laotica — вид рослин з родини саговникових (Cycadaceae); ендемік Лаосу.

## Опис
Безстеблева чи деревоподібна рослина зі стеблом до 2(3) м заввишки і діаметром 10–20 см. Підземний яйцюватий каудекс діаметром до 0.4 м. Листки блискучі, 0.6–1.4 м завдовжки, голі, плоскі, з 60–100 парами сегментів. Сегменти лінійні, загострені, з вигнутим краєм, базальні — (6)8–10 см завдовжки, середні — 12–15 см завдовжки, найновіші — зведені до колючок. Ніжка листка завдовжки 10–15 см, гола. Катафіли вузько-трикутні, гострі, оранжево-бурі, довжиною 3–5 см, стійкі. Мегаспорофіли (8)14–16 см завдовжки, від тьмяно-коричневих до жовтувато-білих. Насіння жовте, округле, 1.0–1.5 см.
Запилення, ймовірно: червень — серпень; насіння: квітень — травень.

## Поширення
Ендемік центрального Лаосу. Населяє первинні та вторинні сухі напівлистяні або широколистяні ліси, густі та відкриті вторинні чагарники та відкриті скелясті відслонення та скелі скельних сильно еродованих залишків вапнякових височин на висоті 150–400 м н.р.м., часто на повному сонці.